# 山崎長之輔
山崎 長之輔（やまざき ちょうのすけ、1877年12月18日 - 1924年8月23日）は、日本の俳優である。本名は山崎 長吉（やまざき ちょうきち）、俳号は山崎 神山（やまざき しんざん）である。

## 人物・来歴
1877年（明治10年）12月18日、東京府（現在の東京都）に「山崎長吉」として生まれる。
長じて、新派を志し、伊井蓉峰の弟子となる。やがて独立して「山崎長之輔一座」を構え、初期の映画会社のひとつである福宝堂日暮里撮影所で、1912年（大正元年）、吉野二郎監督の『通夜物語』等に出演する。同年、福宝堂が他の3社と合併し、日活となり、翌1913年（大正2年）10月、日活向島撮影所が開所になると、演出部の田村宇一郎、撮影部の杉山大吉、枝正義郎らとともに異動する。同年、元福宝堂の山川吉太郎が日活から独立し、東洋商会を設立、撮影技師の枝正らとともに引き抜かれ、同社の映画や連鎖劇に出演した。
1914年（大正3年）3月17日、東洋商会の山川が、同じく福宝堂出身の小林喜三郎とともに天然色活動写真（天活）を設立すると、同社に移籍する。吉野二郎を撮影所長、枝正義郎を撮影部長（現在でいう製作部長）にすえた天然色活動写真日暮里撮影所、小阪撮影所で映画や連鎖劇に出演した。連鎖劇は、大阪・角座等で人気となった。
1921年（大正10年）、前年に設立した松竹キネマの松竹蒲田撮影所に移籍、島津保次郎監督の『寂しき人々』等に主演した。
1924年（大正13年）8月23日、死去した。満48歳没。墓所不明、碑が天王寺の壽法寺にある。

## おもなフィルモグラフィ

### 福宝堂
1912年
- 『通夜物語』 : 監督吉野二郎、原作泉鏡花、共演若水美登里

### 日活向島撮影所
1913年
- 『残る面影』 : 監督・脚本不明
- 『暗の都』 : 監督・脚本不明
- 『良人の罪』 : 監督・脚本不明
- 『あだ浪』 : 監督・脚本不明、原作小島孤舟
- 『新野崎村』 : 監督・脚本不明、共演若水美登里
- 『女一代』 : 監督・脚本不明、原作柳川春葉

### 東洋商会
1913年
- 『べに筆』 : 監督・脚本不明
- 『枯尾花』 : 監督・脚本不明

### 天活
1914年
- 『歌恋慕』 : 監督・脚本不明
- 『魁梅次』 : 監督・脚本不明
- 『乳姉妹 (日本クレオパトラ)』 : 監督・脚本不明 - 日活向島撮影所
- 『相縁奇縁』 : 監督・脚本不明
- 『荒浪』 : 監督・脚本不明 - 日活
- 『第二決死隊』 : 監督・脚本不明
- 『光の巷』 : 監督・脚本不明、原作佐藤紅緑、共演河原市松・木下緑三郎・山本茂
- 『小町娘』 : 監督・脚本不明
- 『秋篠物語』 : 監督・脚本不明 - 天活大阪撮影所
- 『石井常右衛門』 : 監督・脚本不明、共演河原市松 - 天活大阪撮影所
- 『寒牡丹』 : 監督・脚本不明、共演河原市松・木下緑三郎・若水美登里 - 天活大阪撮影所
- 『女一代』 : 監督・脚本不明、原作柳川春葉

1915年
- 『文福茶釜』 : 監督吉山旭光、監督補牧野省三、共演尾上松之助 - 日活京都撮影所
- 『松風村雨』 : 監督・脚本不明 - 天活大阪撮影所

1918年
- 『天の恵』 : 監督・脚本不明、共演河原市松・東明広

### 松竹蒲田撮影所
1921年
- 『寂しき人々』 : 監督・原作・脚本島津保次郎、撮影野村昊

1922年
- 『春駒』 : 監督田中欽之、共演高梨俵堂

## 註
1. 1 2 3 4 5 6 7 8  山崎長之輔、『講談社 日本人名大辞典』、講談社、コトバンク、2009年12月25日閲覧。